# Joriko Kuniharaová
Joriko Kuniharaová (* 20. listopadu 1985) je bývalá japonská zápasnice – judistka.

## Sportovní kariéra
S judem začínala na základní škole v osmi letech. V japonské seniorské reprezentaci se poprvé objevila v roce 2005. Připravovala se na Saitamské univerzitě, za kterou vybojovala dvě prvenstí na univerziádě. V roce 2008 prohrála nominaci na Letní olympijské hry v Pekingu s Masae Uenovou. V roce 2012 se jako čtvrtá v žebříčku středních vah kvalifikovala na Letní olympijské hry v Londýně, ale nominaci nezískala na úkor Haruky Tačimotové. Vzápětí ukončila sportovní kariéru.

### Vítězství
- 2005 – 1x světový pohár (Praha)
- 2009 – 2x světový pohár (Vídeň, Moskva)
- 2011 – 1x světový pohár (Rio)

## Výsledky
| Turnaj            | 2005         | 2006         | 2007         | 2008         | 2009         | 2010         | 2011         | 2012         |
| Turnaj            | 20           | 21           | 22           | 23           | 24           | 25           | 26           | 27           |
| Turnaj            | střední váha | střední váha | střední váha | střední váha | střední váha | střední váha | střední váha | střední váha |
| ----------------- | ------------ | ------------ | ------------ | ------------ | ------------ | ------------ | ------------ | ------------ |
| Olympijské hry    |              |              |              | —            |              |              |              | —            |
| Mistrovství světa | —            |              | —            |              | —            | 3.           | 3.           |              |
| Asijské hry       |              | —            |              |              |              | —            |              |              |
| Mistrovství Asie  | —            |              | —            | —            | —            |              | —            | —            |